# T.A.T.u.
Т.а.т.у.(로마자 표기: T.A.T.u.)는 이반 사포발로프(Иван Шаповалов)로부터 1999년 러시아 모스크바에서 조직된 듀엣이다.
초기 활동시에는 '레즈비언 듀엣'이라는 이유로부터 크게 주목받으며 진위 논란에 휩싸였으나 두 멤버가 프로듀서인 이반 사포발로프의 강요에 따른 컨셉임을 폭로하면서 '레즈비언 듀엣'은 막을 내렸다. 그녀들의 첫 앨범인《200 По Встречной(200 뽀 후스뜨레츠노이)》가 러시아 현지에서 크게 성공하고 2002년 1월부터 세계 진출을 위한 영어 앨범을 준비하기 시작하여 2002년 9월에《200KM/h In The Wrong Lane》으로 세계 데뷔를 하여 큰 성과를 올렸다. 대한민국에는 2006년 9월에 처음 내한하여 공연을 펼쳤다. 2011년해체하였다.

## 디스코그래피

### 앨범
- 200 포 브스트레치노이 (200 По Встречной, 2001년)
  - 200KM/h In The Wrong Lane, 2002년
- Dangerous and Moving (2005년)
- 류디 인발리디 (Люди Инвалиды, 2005년)
- 베셸리예 울리브키 (Весёлые улыбки, 2008년)
- Waste Management (2009년)

### 컴필레이션
- t.A.T.u. Remixes (2003년)
- The Best (2006년)

### 싱글
- Я сошла с ума 야 싸쉴라 쓰 우마 (2000년) 러시아에서만 발매
- All The Things She Said (2002년)
- Not Gonna Get Us (2003년)
- How Soon Is Now? (2003년)
- All About Us (2005년)
- Friend or Foe (2006년)
- Gomenasai (2006년)

### DVD
- Screaming for More (2003년)
- Анатомия ТАТУ 아나또미야 따뚜 (2004년)
- Truth: Live in St. Petersburg (2007년)

## 같이 보기
- 러시아 음악